# Понсо, Клара
Клара Понсо (род. 1989) — французская актриса кино, театра и телевидения.

## Карьера
Клара прошла обучение в Национальной консерватории драматического искусства в Париже.
Дебютировала в кино в 2008 году ролью Даши в одноимённой экранизации романа Мишеля Уэльбека «Возможность острова», поставленной самим писателем. До этого сыграла несколько ролей на театральной сцене и на ТВ. В 2012 году Понсо была одной из подружек героя Жиля Лелуша в откровенной комедии «Право на „лево“» и стала партнёршей Эмиманюэль Беар в картине «Бай, бай, блонди!» режиссёра Виржини Депант. Снималась в клипе группы Paradis на песню Hémisphère. Лауреат Международного фестиваля итальянского кино в Бастии 2014 года за лучшую женскую роль в любовной драме «Козимо и Николь».
В 2015 году Клара Понсо сыграла поэтессу Марину Цветаеву в театральном представлении Марии Монтегани, свободно адаптированной книги «Жизнь в огне. Исповедь» Цветана Тодорова.